# Wybory parlamentarne w Niemczech w 2009 roku
Wybory parlamentarne w Niemczech odbyły się 27 września 2009 i wyłoniły posłów siedemnastej kadencji Bundestagu. Termin ten został ogłoszony 4 stycznia 2009 przez prezydenta Niemiec Horsta Köhlera po wcześniejszych uzgodnieniach ministerstwa spraw wewnętrznych z przedstawicielami landtagów. Wybory wygrała CDU, która wspólnie z CSU i FDP utworzyła nowy rząd. 

## Kampania wyborcza i sondaże
Od poprzednich wyborów z 2005 niemiecki rząd współtworzony był przez tzw. wielką koalicję partii chadeckich (CDU i CSU) z socjaldemokratyczną SPD, na której czele stała prawicowa kanclerz Angela Merkel. Celem stawianym przez chrześcijańskich demokratów stało się uzyskanie bezwzględnej większości w parlamencie wraz z tradycyjnym i preferowanym partnerem koalicyjnym, liberalną FDP.
Bezpośrednim konkurentem, popieranej przez CDU i CSU, Angeli Merkel do urzędu kanclerskiego z ramienia socjaldemokratów został dotychczasowy minister spraw zagranicznych, Frank-Walter Steinmeier. 
Ostatnie sondaże przedwyborcze wskazywały na zwycięstwo chadeków (33–35%), przed socjaldemokratami (25–27%), liberałami (12–14%), Die Linke (ok. 12%) i Zielonymi (ok. 10%). Uprawnionych do głosowania było około 62,2 miliona wyborców.
Wybory parlamentarne wygrała CDU, która wspólnie z CSU oraz FDP utworzyła koalicję rządową, dysponującą 332 mandatami. 28 października 2009 odbyło się zaprzysiężenie drugiego gabinetu Angeli Merkel. 

### Oficjalne wyniki

Wygrana w okręgach

|  | Partia                                  | Głosy      | %          | Zmiana     | Miejsca    | Zmiana     | % miejsc |
|  | --------------------------------------- | ---------- | ---------- | ---------- | ---------- | ---------- | -------- |
|  | CDU/CSU razem w Sojuszu                 | 14 655 004 | 33,79%     | 1,38%      | 239        | 13         | 38,42%   |
|  | Unia Chrześcijańsko-Demokratyczna       | 11 824 794 | 27,27%     | 0,5%       | 194        | 14         | 31,19%   |
|  | Unia Chrześcijańsko-Społeczna w Bawarii | 2 830 210  | 6,53%      | 0,9%       | 45         | 1          | 7,23%    |
|  | Socjaldemokratyczna Partia Niemiec      | 9 988 843  | 23,03%     | 11,22%     | 146        | 76         | 23,47%   |
|  | Wolna Partia Demokratyczna              | 6 313 023  | 14,56%     | 4,73%      | 93         | 32         | 14,95%   |
|  | Die Linkspartei.PDS                     | 5 153 884  | 11,88%     | 3,17%      | 76         | 22         | 12,22%   |
|  | Związek 90/Zieloni                      | 4 641 197  | 10,7%      | 2,58%      | 68         | 17         | 10,93%   |
|  | Niemiecka Partia Piratów                | 845 904    | 1,95%      | 2,0%       | –          | –          | –        |
|  | Narodowodemokratyczna Partia Niemiec    | 635 437    | 1,47%      | 0,1%       | –          | –          | –        |
|  | Partia Ochrony Zwierząt                 | 230 572    | 0,53%      | 0,1%       | –          | –          | –        |
|  | Republikanie                            | 193 473    | 0,45%      | 0,1%       | –          | –          | –        |
|  | Ekologiczna Partia Demokratyczna        | 132 395    | 0,31%      | 0,3%       | –          | –          | –        |
|  | Niemiecka Partia Rodzin                 | 132 395    | 0,31%      | 0,1%       | –          | –          | –        |
|  | Inne partie                             | 447 094    | 1,03%      | 0,2%       | –          | –          | –        |
|  | Razem                                   | 43 369 221 | 100,0%     |            | 622        | +8         | 100,0%   |
|  | Frekwencja                              | Frekwencja | Frekwencja | Frekwencja | Frekwencja | Frekwencja | 70,8%    |

Źródło: Bundeswahlleiter

## Wyniki

Procent głosów drugich oddanych na CDU/CSU
Procent głosów drugich oddanych na SPD
Procent głosów drugich oddanych na FDP
Procent głosów drugich oddanych na Die Linke
Procent głosów drugich oddanych na Sojusz 90/Zielonych
Procent głosów drugich oddanych na NPD